# St. Gallen
St. Gallen (njemački: St. Gallen, francuski: St-Gall, talijanski: San Gallo hrvatski: Sveti Galo, češki: Svatý Havel) je grad u Švicarskoj i glavni grad kantona St. Gallena.

## Kreis West
- Winkeln
- Bruggen
- Lachen

## Centrum
- Riethüsli
- St. Georgen
- Innenstadt
- St.Jakob
- Linsebühl - Dreilinden

## Kreis Ost
- Rotmonten
- Langgass - Heiligkreuz
- St. Fiden
- Notkersegg
- Neudorf-Industrie

## Vanjske poveznice
- (njem.) Službena stranica